# Keith Johnstone
Keith Johnstone (Brixham, 21 februari 1933 – Calgary, 11 maart 2023) was een Britse acteur, toneelregisseur en theaterdocent en een van de grondleggers van het hedendaagse improvisatietheater in het algemeen en de theatersport (gelicenseerd onder de naam TheatreSports) in het bijzonder. Naast theatersport heeft Johnstone ook nog de improvisatieformats Gorillatheater (waarbij acteurs elkaar regisseren), Micetro (waarbij onder leiding van een regisseur een afvalrace wordt gespeeld) bedacht en Life Game waarbij een regisseur een gast een interview over diens leven afneemt, en hier onderdelen door acteurs uit laat spelen. De gast kan bijsturen met een bel of toeter als de acteurs het waarheidsgetrouw respectievelijk verkeerd weergeven.
Hij is geboren in Brixham, een klein vissersdorpje in het Engelse graafschap Devon, maar verhuisde naar Calgary in Canada, waar hij hoogleraar werd.
Toen hij met acteurs met plankenkoorts werkte, ontwikkelde hij oefeningen die gebaseerd waren op spontaniteit, positiviteit, spelplezier, samenwerking en hulpvaardigheid.